# Liplje, Postojna
Liplje so naselje v Občini Postojna.